# Várgede
Várgede (szlovákul Hodejov) község Szlovákiában, a Besztercebányai kerület Rimaszombati járásában.

## Fekvése
Rimaszombattól 18 km-re délre, a Cseres-hegység északi részén, a Gortva patak bal partján fekszik.

## Története

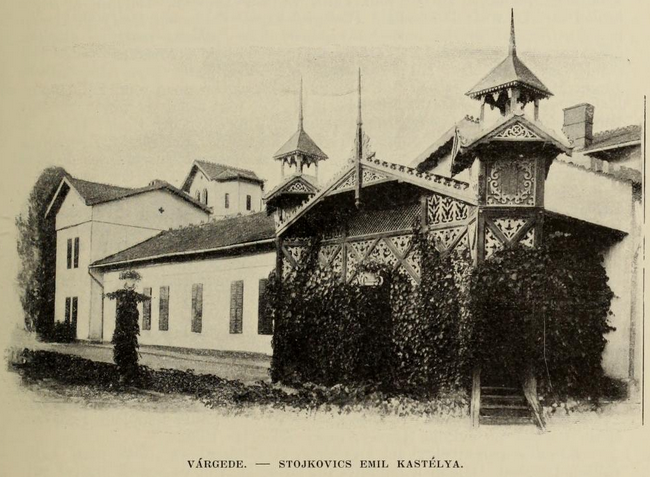
Stojkovics Emil kastélya (1903)

A régészeti leletek tanúsága szerint területén már a korai bronzkorban is laktak emberek.
A mai települést 1244-ben Dénes nádor birtokaként „Genech” alakban említik először. 1280-ban „Gede”, 1379-ben „Gedealya” néven szerepel, 1332-ben a pápai tizedjegyzék is említi „Gedey” néven. Nevének előtagját a felette emelkedő hegyen állt egykori várról kapta.
A község feletti hegyen állt egykor Gedővár, amelyet a 13. század második felében az Aba nemzetség épített. 1281-ben alatta („sub castro Gede”) ütközött meg Kun László király serege a kegyvesztett Aba nembeli Finta nádor hadával. A királyi had a várat is elfoglalta, majd Gönc és Szalánc erősségeivel együtt a király hívének – Finta öccsének –, Amadénak adományozta. A 14. század elején Csák Máté, a Felvidék ura Gedét is elfoglalta, 1320-ban azonban visszafoglalta tőle Károly Róbert király serege. 1326-ban Gedét a Csór nemzetséghez tartozó Csór Tamás kapta meg a királytól. Következő említése 1342-ben történt, amikor a Rátót nemzetségbeli Ilsvay család birtoka volt. 1427-ben az Ilsvay család kihalásával a vár birtoka újra a királyra szállt. 1430-ban Luxemburgi Zsigmond Besenyő Pálnak és fiának zálogosította el, de nemsokára újra királyi kézbe került. 1435 után királyi adományként Frigyes litván hercegé lett, de 1439-ben Lorántffy György a várat fegyvereseivel elfoglalta. 1443-ban és 1451-ben Giskra sikertelenül ostromolta, ám 1456 után mégis bevették a várat a husziták. 1460 körül Hunyadi Mátyás serege foglalta vissza. A 15. században „Castrum Gedew” alakban említik. 1502-ben II. Ulászló király hívének, Kubinyi Lászlónak adományozta. 1526-ban a Lorántffyakkal rokon Feledi Lesták csellel foglalta el. A török többször is ostromolta, majd 1571. június 10-én elfoglalva azt lerombolta és nem is épül fel többé. Nyoma is alig maradt, mert romjait a lakosság elhordta a környékbeli építkezésekhez.
A község korábban mezőváros volt. Története során több nemesi család tulajdona, amelyek közül a legjelentősebbek az Ilsvayak, Pálócziak, Országhok, Lorántffyak, Petheők és 1502-től a Kubinyiak voltak. A 18. században a Kubinyiak nógrádi telepeseket hívtak ide.
Vályi András szerint „VÁRGEDE. Hajdani Vár, mellynek erőssége néhai Kubínyi Vitézek által óltalmaztatott, és a’ Füleki Ozmanok gyakran háborgattattak innen. Minekokáért egygy az Ozmanok közzűl bajvívásra hivta annak Kapitánnyát, és földes Urát, mellyre ez meg jelenvén, életét szerentsétlenűl elvesztette. Látván e’ jó alkalmatosságot az Ozmanok, először tsendes Ostrom alá vették a’ Várat, azután pedig meg nem szűntek, míg azt hatalmok alá nem hajtották. Az Őrzők szabadon mentek-el a’ Várból; de az erősség, és Kubínyi Uraságnak lakása az Ozmanok által elrontattatott, az egész vidéknek nagy kárára, mert azután menedékhelyek nem vólt, az Ozmanoknak dühösködéseik ellen. Most Magyar falu Gömör Várm. földes Urai Kubínyi, és több Uraságok, lakosai külömbfélék; határja minden gabonát jól termő, piatza közel, legelője, fája elég van.”
A falu urai a 19. században építettek kastélyt és kúriákat. 1828-ban 77 házában 713 lakos élt, akik leginkább mezőgazdasággal, de emellett kézművességgel, főként kőműves mesterséggel foglalkoztak. Petőfi Sándor Gömörben járva 1845 nyarán pompás napokat töltött Várgedén. 1849-ben egy tűzvészben az egész falu leégett. A 19. században Várgedén gőzmalom és vastartalmú gyógyvizet alkalmazó fürdő üzemelt, amelyet főleg a rimaszombati lakosok használtak.
Fényes Elek szerint „Várgede, Gömör vármegyében, magyar falu, ut. p. Rimaszombathoz délre 1 1/2 mfdnyire: 552 kath., 140 evang., 53 ref. lak. Kath. paroch. templom. Van jó földe, rétje, s makkos erdeje. Régi várának, melly hajdan nevezetes határerősség volt, nyomdokai alig látszanak. F. u. a Kubinyi nemzetség. Van itt savanyu vizforrás is.”
Gömör-Kishont vármegye monográfiája szerint „Várgede, gortvavölgyi magyar kisközség, a miskolc–füleki vasútvonal mentén, körjegyzőségi székhely, 175 házzal és 1042 róm. kat. és ág. ev. vallású lakossal. Ősrégi község, mely már a pápai tizedszedők jegyzékébe is belekerült, előbb Genech és helyesebben Gedey néven. Egy 1244-iki adománylevél szerint Dénes nádor birtoka. 1427-ben az Ilsvay családé, azután a Lórántfiaké, a mikor a község fölött emelkedő vára Gastrum Gedee és Gedew nevet visel. 1439-ben Zsigmond király a Marczaliaknak és a gersei Pethőknek adományozza. 1441-ben, a mikor Gwdew néven említik, a Palócziak és Országh Mihály a földesurai. 1451-ben Giskra sikertelenül ostromolja várát. 1466-ban a Tornai család tart igényt a várra és a vár birtokaira. 1478-ban a vár alatt elterülő város: oppidum Gede-Alya, a Lórántfiak birtokában van. 1502-ben „Gedeő várát” és „Gedeőalja városát” Kubinyi László kapja királyi adományul, 1526-ban Feledi Istók a várat hatalmasul elfoglalja, de a Kubinyiak ismét visszanyerik. A 16. században a törökök gyakran ostromolták és 1574-ben már mint a törököktől lerombolt vár említtetik. Földesurai folyvást a Kubinyiak maradtak, most pedig ifj. Szabó Lászlónak, Kubinyi Imrének és Manónak és Stojkovits Emilnek van itt nagyobb birtoka. A községben több úrilak és kúria van. A Stojkovits-féle kastélyt néhai Kubinyi Rudolf főispán építtette Ybl Miklós tervei szerint. Itt tartózkodott 1846-ban és 1847-ben Petőfi Sándor. Említésre méltó, hogy a kastély feljárólépcsőit Izsó Miklós faragta. Kubinyi Manó házát Kubinyi Imre 1826-ban építtette. Ifj. Szabó László bírja Kubinyi Gedeon házát, mely 1810 körül épült, és néhai Kubinyi József szépapjáét, mely 1800 körül épült. Kubinyi Béláét 1826 körül néhai Kubinyi Károly építtette. A községben vasas fürdő van, melyről más helyen szólunk. Van itt még polgári olvasókör és gőzmalom. 1849-ben az egész község leégett. A hívek befogadására két templom szolgál. A katholikus templom 1826-ban, az evangelikus pedig 1901-ben épült. Ide tartoznak Pihenő, Félhold, Szőlővölgy, Bagi, Vereczke, Falahus, Durenda, Hodos, Farkasordító, Hajnalvölgy és Czigány telepek, puszták és tanyák is. A községnek van postája, távírója és vasúti állomása.”
!
A trianoni diktátumig Gömör és Kishont vármegye Feledi járásához tartozott. Mezőgazdasági jellegét később is megőrizte. 1938 és 1944 között újra Magyarország része volt.

## Népessége
| Év:            | 1994. | 2004.   | 2014.    | 2024.   |
| -------------- | ----- | ------- | -------- | ------- |
| Emberek száma: | 1319  | 1379    | 1637     | 1513    |
| Eltérés:       |       | +4,54 % | +18,70 % | -7,57 % |

| Év:            | 2023. | 2024.   |
| -------------- | ----- | ------- |
| Emberek száma: | 1509  | 1513    |
| Eltérés:       |       | +0,26 % |

1880-ban 834 lakosából 782 magyar és 17 szlovák anyanyelvű volt.
1890-ben 910 lakosából 879 magyar és 27 szlovák anyanyelvű volt.
1900-ban 1042 lakosa mind magyar anyanyelvű volt.
1910-ben 1275 lakosából 1245 magyar és 28 szlovák anyanyelvű volt.
1921-ben 1273 lakosából 1197 magyar, 35 csehszlovák, 24 zsidó, 7 német, 1 egyéb nemzetiségű és 9 állampolgárság nélküli volt. Ebből 1042 római katolikus, 139 evangélikus, 49 izraelita, 38 református és 5 egyéb vallású volt.
1930-ban 1635 lakosából 917 magyar, 511 csehszlovák, 12 zsidó, 5 német, 1 ruszin, 159 egyéb nemzetiségű és 30 állampolgárság nélküli volt. Ebből 1418 római katolikus, 131 evangélikus, 43 református, 33 izraelita, 1 görög katolikus és 9 egyéb vallású volt.
1941-ben 1543 lakosából 962 magyar, 367 szlovák és 8 egyéb nemzetiségű volt.
1970-ben 1530 lakosából 1079 magyar, 445 szlovák és 5 cseh volt.
1980-ban 1478 lakosából 1079 magyar és 391 szlovák volt.
1991-ben 1358 lakosából 984 magyar, 349 szlovák és 20 cigány volt.
2001-ben 1387 lakosából 891 magyar, 351 szlovák, 134 cigány és 8 ismeretlen nemzetiségű volt.
2011-ben 1577 lakosából 530 magyar, 504 cigány, 398 szlovák és 139 ismeretlen nemzetiségű volt. Ebből 1104 magyar, 321 szlovák, 11 cigány és 134 ismeretlen anyanyelvű.
2021-ben 1534 lakosából 918 (+69) magyar, 452 (+30) szlovák, 106 (+81) cigány, 10 egyéb és 48 ismeretlen nemzetiségű volt.

## Neves személyek
- Innét származtak Darvas János (Dezslik; 1891–1945) költő, újságíró, szerkesztő, műfordító szülei.
- Innét származott Kubinyi András (1929–2007) magyar történész, régész, középkorkutató, egyetemi tanár, a Magyar Tudományos Akadémia rendes tagja édesapja.
- Itt szolgált Török József (1740-es évek–1824) apát-plébános.

## Nevezetességei
- Alexandriai Szent Katalin tiszteletére szentelt, római katolikus temploma 1826-ban épült klasszicista stílusban, rokokó részletekkel. Utoljára 1930-ban újították meg.
- A Várhegyen áll a kis Szent Anna kápolna.
- Evangélikus temploma 1901-ben épült.
- A Várhegy aljában gyógyvizű savanyúvízforrás van, melyre gyógyfürdő épült.
- A Várhegy keleti oldalán áll az Ybl Miklós által tervezett, 1865-ben épített Kubinyi-kastély. Feljáróját Izsó Miklós faragta.
- Petőfi itt is vendégeskedett 1845-ben itteni utazása során. Egykori szállásának falán emléktábla áll.
- A községnek vasas, szénsavas vizű gyógyfürdője van.
- Határában ma is látható az a kút, ahova a hagyomány szerint a török elől a falu templomának harangját elrejtették.
- Néprajzi gyűjteményében a település gazdag néprajzi anyaga van kiállítva.
- A község a környékre, a Steblová skala nevű sziklához, majd a Ragács-hegyre és Ajnácskőre vezető turistautak kedvelt kiindulópontja.
- A faluban már hagyományosan, minden évben megrendezésre kerül a Szent Hubertus vadászünnepség.

## Külső hivatkozások
- Hivatalos oldal
- E-obce.sk[halott link]
- A község a régió turisztikai honlapján (magyarul)[halott link]
- Gedevár leírása (magyarul)
- Községinfó
- Várgede Szlovákia térképén